# Manuel Núñez Pérez
Manuel Núñez Pérez (Benavides de Orbigo, Castella i Lleó, 1933), és un polític i advocat espanyol que fou Ministre de Sanitat i Seguretat Social entre 1981 i 1982.

## Biografia
Va néixer el 28 d'octubre de 1933 a la nucli de població de Benavides de Orbigo, dins Benavides, a la província de Lleó. Va estudiar dret a la Universitat de Lleó, exercint posteriorment la carrera d'advocat.

## Activitat política
Membre de la Unió de Centre Democràtic (UCD) fou escollit diputat al Congrés en les eleccions generals de 1977 en representació de la província de Lleó, escó que repetí en les eleccions generals de 1979. El desembre de 1981 fou nomenat Ministre de Sanitat i Seguretat Social per Leopoldo Calvo-Sotelo, mantenint el càrrec fins al final de la legislatura.
A la dissolució de la UCD passà a ser membre d'Aliança Popular (AP), sent elegit diputat per Lleó en les eleccions generals de 1982, repetint aquest càrrec l'any 1986, i partirt d'aquell moment sota les sigles del Partit Popular (PP) en les eleccions de 1989, 1993, 1996 i 2000. El novembre de 2001 abandonà el Congrés per esdevenir membre del Tribunal de Comptes a petició del PP.